# Josy Mersch

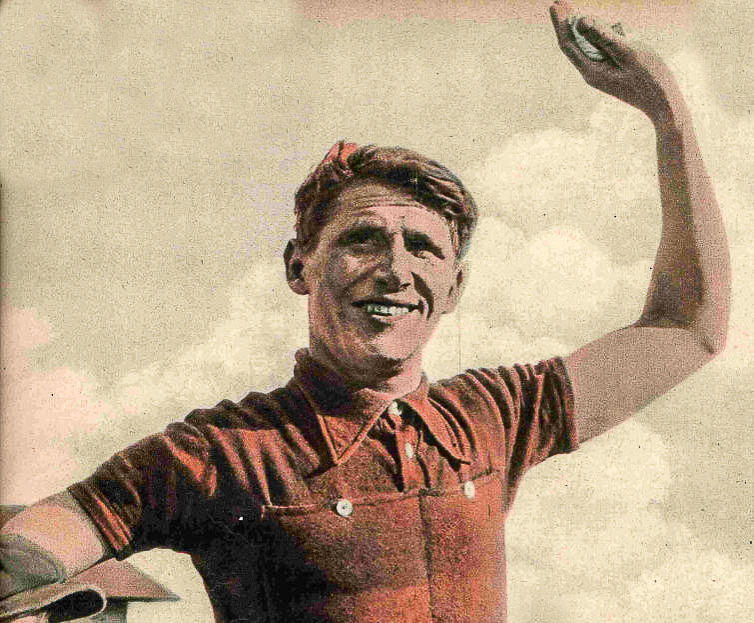
Critérium International de cyclo-cross 1935

Josy Mersch (* 21. März 1912 in Düdelingen; † 18. Februar 2004 in Luxemburg (Stadt)) war ein Radrennfahrer aus Luxemburg und nationaler Meister im Radsport.

## Sportliche Laufbahn
Mersch begann mit 19 Jahren mit dem Radsport. Er war Spezialist für Querfeldeinrennen (heutige Bezeichnung Cyclocross). 1933 siegte er bei den Luxemburgischen Cyclocross-Meisterschaften. 1934 konnte er diesen Titel verteidigen und 1937 erneut gewinnen. Das Vorläuferrennen der Weltmeisterschaften, das Critérium international de cyclo-cross gewann er 1935 vor Charles Vaast aus Frankreich. Er gewann mit seinen Teamkollegen auch die Mannschaftswertung. 
Während seiner Laufbahn war er 1934 Unabhängiger, 1936 dann Berufsfahrer. Er bestritt auch Straßenrennen. 1932 und 1933 wurde er jeweils Dritter im Grand Prix François Faber, größere Erfolge hatte er jedoch nicht. 1938 beendete er nach einer Sturzverletzung seine Laufbahn.

## Berufliches
Kurze Zeit war er Nationaltrainer der Radrennfahrer Luxemburgs.

## Familiäres
Sein Bruder Arsène Mersch war ebenfalls Radrennfahrer.